# (25706) Cekoscielski
(25706) Cekoscielski est un astéroïde de la ceinture principale d'astéroïdes.

## Description
(25706) Cekoscielski est un astéroïde de la ceinture principale d'astéroïdes. Il fut découvert le 5 janvier 2000 à Socorro (Nouveau-Mexique) par le projet LINEAR. Il présente une orbite caractérisée par un demi-grand axe de 2,28 UA, une excentricité de 0,04 et une inclinaison de 7,1° par rapport à l'écliptique.

## Compléments